# Karl Otto von Transehe-Roseneck

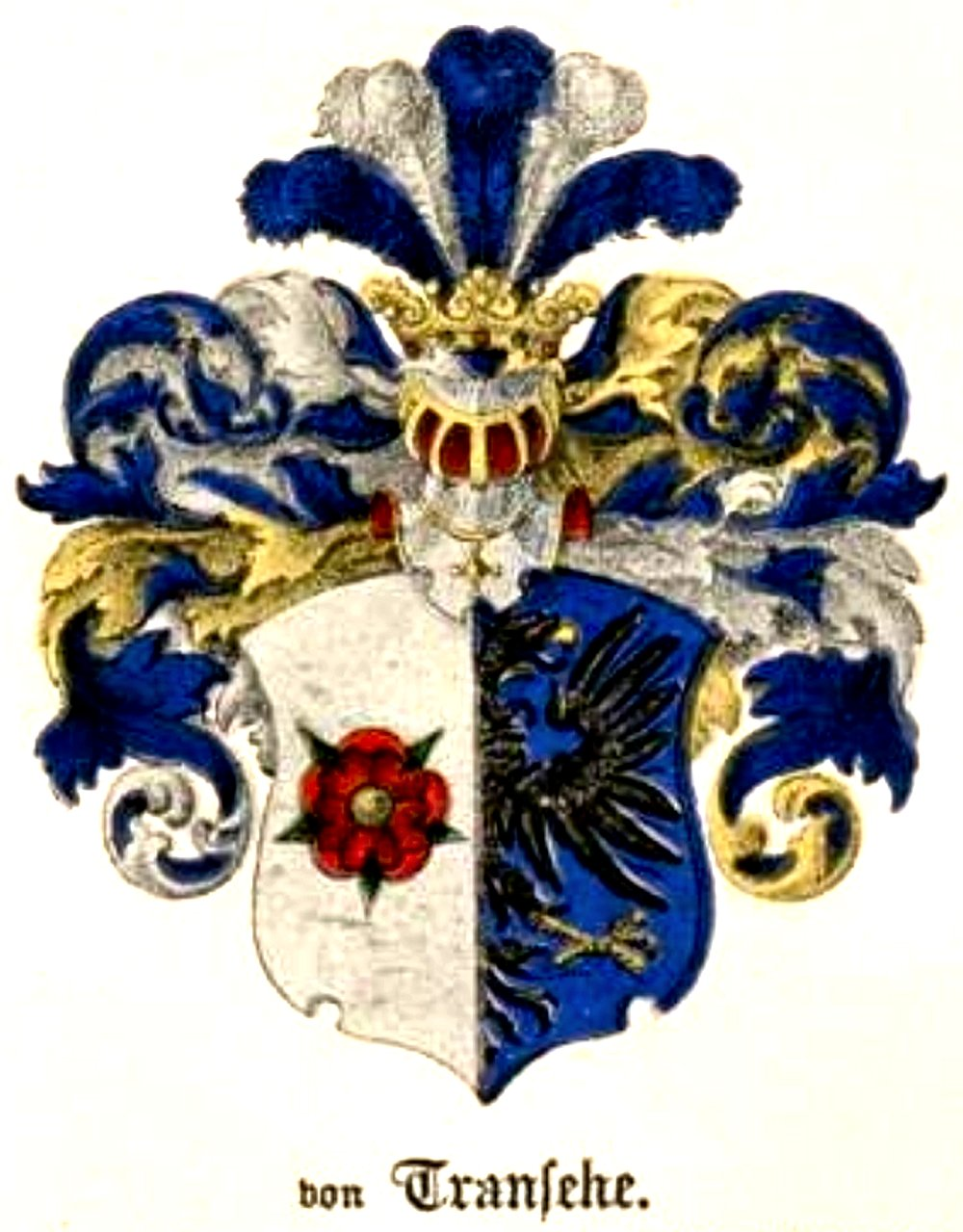
Wappen der Adelsfamilie Transehe

Karl Otto von Transehe-Roseneck (* 12. Juli 1761 in Selsau (Livland); † 5. Januar 1837 ebd.) war ein baltischer Adelsmann, Adelsmarschall, Landrat und livländischer Landespolitiker.

## Werdegang
Carl Otto v. T. studierte 1779 Rechtswissenschaft an der Göttinger Universität und wurde danach Oberlandgerichtsassessor in Riga. In Folge einer Beleidigungsklage gegen Transehe-Roseneck schied dieser aus dem Amt aus. 1792 begab er sich auf eine Reise nach Amerika und kehrt 1795 in den Wendenschen Kreis zurück. Von 1795 bis 1797 war er Wendenscher Adelsmarschall und von 1797 bis 1818 Kreisdeputierter des Wendenschen Kreises, ebenfalls ab 1797 war er Hofgerichtsassessor. Zwischen 1800 und 1802 war er in der Kommission zur Errichtung einer Universität als Delegierter von Livland tätig, gleichzeitig war er stellvertretender livländischer Kurator. 1803 wurde er zum Landrichter ernannt. Ab 1818 war er livländischer Landrat und Mitglied in der Kommission zur Abfassung der Livländischen Bauernverordnung, die 1819 veröffentlicht wurde. Von 1818 bis 1824 und 1827 bis 1837 war er Oberdirektor der Livländischen Adels-Güterkreditsozietät. Carl Otto von Transehe-Roseneck war ein Förderer der Bauernemanzipation und gehörte zur Anhängerschaft Friedrich von Sievers.

## Herkunft und Familie
Karl Otto führte seine Wurzel auf die Stammfolge Selsau-Orlaa des baltischen Adelsgeschlecht Transehe-Roseneck zurück. Georg von Bunge schrieb in seiner Wochenzeitschrift über die Familie Transehe-Roseneck: 

„Die Familie Transehe stammt aus den Spanischen Niederlanden, von wo der Stammvater derselben Elias Transehe, vor der Inquisition flüchtend, nach Livland kam, und im Lemsalscheu Gebiete sich niederließ. Aus seiner Ehe mit einer von Blencken, wurde Gerhard Transehe geboren, der Prediger zu Schrunden in Curland und Beisitzer des fürstlichen Consistoriums, auch zuletzt Senior des ganzen Curlandischen Ministeriums war. Seine zweite Frau Anna Sophia Fidler gebar ihm am 9. September 1589 in Schrunden einen Sohn Jochim oder Joachim Transehe, der erst in Churbrandenburgischen, dann in Braunschweig-Lüneburgischen Diensten stand, 1627 aber diese erst mit Danischen und sodann 1631 mit Schwedischen verwechselte, da ihn der große Gustav Adolph am 6. Mai des letztern Jahres zum Hofrathe und Residenten am Berliner Hofe ernannte… Am 9. October 1641 wurde er unter dem Namen von Roseneck in den Schwedischen Adelsstand erhoben und als Besitzer des Gutes Kroppenhof in Livland wahrscheinlich damals schon in die Livländische Matrikel aufgenommen.“

 Sein Vater war Otto von Transehe-Roseneck (1721–1791), Herr auf Selsau und Erlaa, russischer Oberstleutnant und Wendenscher Adelsmarschall, der mit Sophie Helene Freiin von Igelström verheiratet war. Carl Otto heiratete 1800 Dorothea von Gersdorf, ihre Nachkommen waren:
- Carl Friedrich von Transehe (1802–1868) ⚭ Elise Charlotte von Transehe (1815–1856)
- Alexander Theodor Otto von Transehe (1804–1820)
- August Ernst Konstantin von Transehe (1805–1875) ⚭ Charlotte Helene Freiin  von Wolff (1811–1884)
- Heinrich Robert Eugen* von Transehe (1806–1882) ⚭ Katharina von Stackelberg (1809–1905)
- Agnese von Transehe-Roseneck (1808–1874) ⚭ Friedrich Gustav von Schoultz von Ascheraden (1798–1873)
- Georg Paul Wilhelm von Transehe-Roseneck (1809–1887) ⚭ Wilhelmine Sophie von Löwis of Menar (1780–1849)
  - Georg von Transehe (1845–1908), russischer Generalleutnant
  - Astaf von Transehe-Roseneck (1865–1946), Historiker

## Besitzungen
Seit 1792 war Carl Otto Besitzer von Selsau und Kronenhof und seit 1806 von Neu-Schwanenburg, welches 1808 verpfändet wurde. Ab 1806 war er Besitzer von Roseneck, welches 1808–1812 verpfändet wurde. Seit 1821 gehörte ihm Rosenhof und Schönangern.

### Gut Selsau

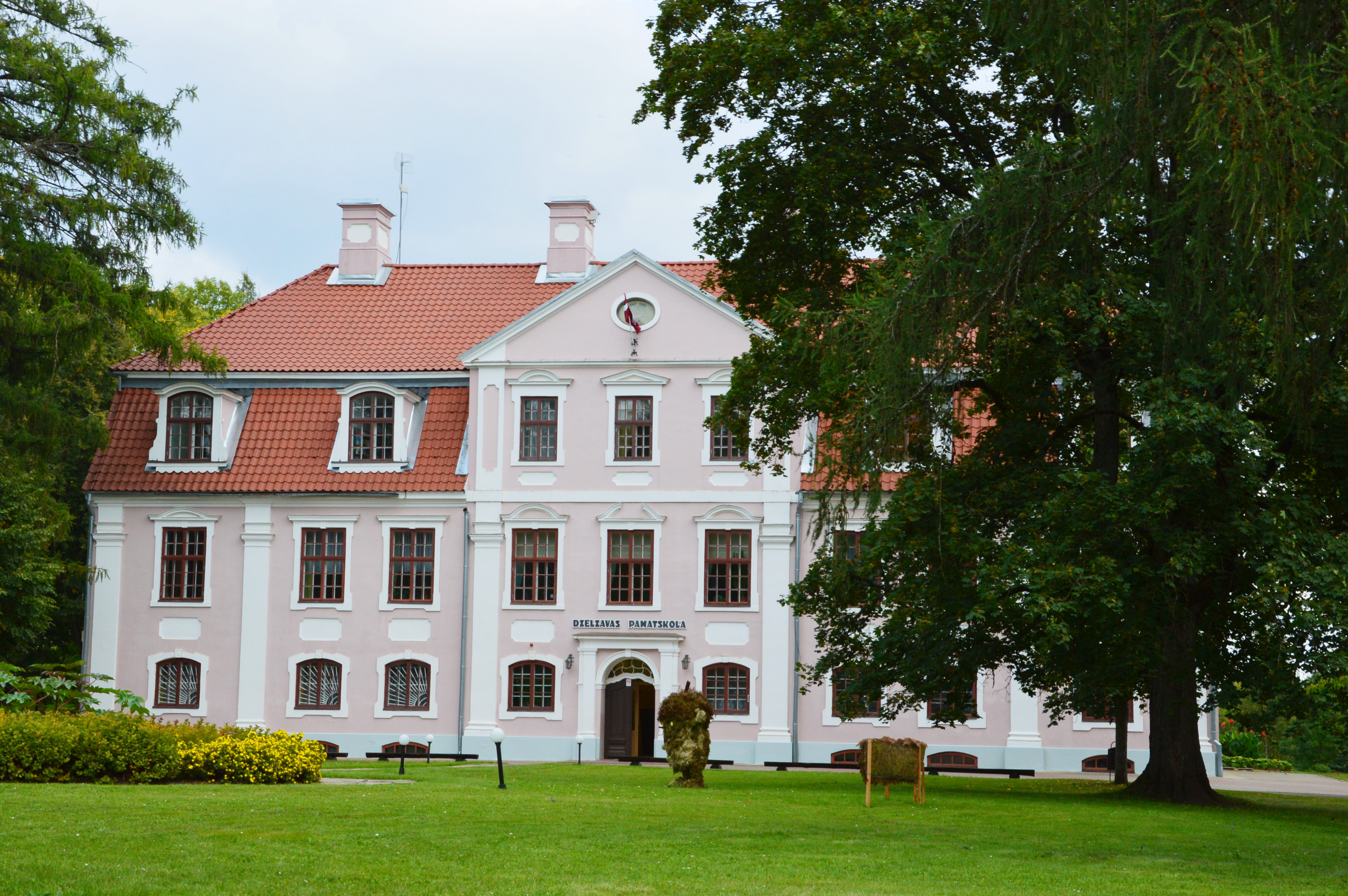
Herrenhaus Selsau

„Das ehemalige Gut Selsau liegt zwischen Madona (dt.: Madohn) und Gulbene (dt.: Schwanenburg) und war 1594 im Besitz von Jacob Weinecken. Das Gut führte den Namen Weinekenhof. 1600 wurde es durch den Sohn an Wilhelm Friedrich Taube zu Sesswegen (lett.: Cesvaine) verkauft. Nachdem einige Besitzerwechsel erfolgten, gelang das Gut 1724 in den Besitz von Otto Reinhold von Igelström. Sein Sohn, Baron Reinhold Johann von Igelström, verkaufte das Gut 1765 dem Mann seiner Schwester, Leutnant Otto Johann von Transehe. Baron Transehe begann nach dem Kauf, das Gebäudeensemble des Gutes Selsau in Kreisform anzulegen. Vermutlich verblieb das Gut bis zur Enteignung im Besitz der Transehes. Das Schloss wurde 1767 im barocken Stil erbaut und gilt als architektonisches Meisterwerk des Barock. Während der Unruhen1905 wurde es durch Feuer zerstört, jedoch 1908 durch Baron A. von Transehe-Roseneck unter der Leitung des Rigaer Architekten Wilhelm von Bockslaff (1858–1945) vollständig restauriert.“

### Gut Schwanenburg
„Schwanenburg liegt südlich der Linie Smiltene (dt.: Smilten) und Aluksne (dt.: Marienburg) im Norden Lettlands. Der Ort „Gulbana“ wird bereits 1224 erwähnt. Er erhielt später den Namen Schwanenburg. 1340 wurde in der Nähe eine Steinburg errichtet, die aber im Krieg gegen Russland 1577 zerstört wurde. Das Gut wurde 1763 durch Katharina II. dem Grafen Ernst Münnich verliehen, der auch das Schloss erbaute. 1788 wurde das Schloss Schwanenburg (auch „Weißes Schloss“) an seinen Sohn Burkhard Christoph von Münnich vererbt. 1789 gelangte der Besitz an Otto Herrmann von Vietinghoff und ging 1802 an Johann Gottfried von Wolff. Im 18. Jh. wurde das Schloss vom Enkel Rudolf Gottlieb Magnus von Wolff im Neorenaissancestil ausgebaut und durch dessen Sohn Johann Gottlieb Heinrich später nochmals zu einem der schönsten Schlösser Livlands erweitert. 1905 brannte der Südflügel des Schlosses ab, wurde aber wiederaufgebaut. Der Nordflügel wurde im II. Weltkrieg zerstört. Der restliche Teil des Schlosses ist noch erhalten. Die letzte Besitzerin vor der Enteignung war seit 1904 Baronin Dagmar Wolff. 2005 wurde mit der Restaurierung des Schlosses begonnen. Die zum Gutskomplex gehörende Manege beherbergt heute ein Hotel. Das „Rote Schloss“ liegt etwas östlich vom alten Schloss und wurde durch Johann Heinrich Gottlieb 1875 nach dessen Vermählung für seine Frau Marissa von Oettingen errichtet. Heute dient das Schloss als Grundschule. Der prächtige Bahnhof von Gulbene ist einer der größten Lettlands und wurde 1926 nach Plänen des Architekten Peteris Feders erbaut. Gulbene war im II. Weltkrieg ein stark umkämpftes Gebiet. Der Bahnhof wurde 1944 vollkommen zerstört, konnte aber Dank der im Fundament aufgefundenen Zeichnungen durch deutsche Kriegsgefangene wiederaufgebaut werden.“